# Rhagium pseudojaponicum
Rhagium pseudojaponicum là một loài bọ cánh cứng trong họ Cerambycidae.